# Форт-Драм (Нью-Йорк)
Форт-Драм (англ. Fort Drum) — переписна місцевість (CDP) в США, в окрузі Джефферсон штату Нью-Йорк. Населення — 15 896 осіб (2020).

## Географія
Форт-Драм розташований за координатами 44°2′41″ пн. ш. 75°47′16″ зх. д. / 44.04472° пн. ш. 75.78778° зх. д. (44.044709, -75.787763).  За даними Бюро перепису населення США в 2010 році переписна місцевість мала площу 37,35 км², з яких 37,11 км² — суходіл та 0,24 км² — водойми.

## Демографія
Згідно з переписом 2010 року, у переписній місцевості мешкало 12 955 осіб у 3107 домогосподарствах у складі 2748 родин. Густота населення становила 347 осіб/км².  Було 3353 помешкання (90/км²).
Расовий склад населення:
| - 72,4 % — білих - 13,0 % — чорних або афроамериканців - 2,7 % — азіатів - 1,2 % — вихідців з тихоокеанських островів - 1,0 % — корінних американців - 3,9 % — осіб інших рас |

До двох чи більше рас належало 5,8 %. Частка іспаномовних становила 15,5 % від усіх жителів.
За віковим діапазоном населення розподілялося таким чином: 34,3 % — особи молодші 18 років, 65,4 % — особи у віці 18—64 років, 0,3 % — особи у віці 65 років та старші. Медіана віку мешканця становила 22,4 року. На 100 осіб жіночої статі у переписній місцевості припадало 135,5 чоловіків;  на 100 жінок у віці від 18 років та старших — 156,3 чоловіків також старших 18 років.
Середній дохід на одне домашнє господарство  становив 51 624 долари США (медіана — 41 966), а середній дохід на одну сім'ю — 46 256 доларів (медіана — 41 223). Медіана доходів становила 28 092 долари для чоловіків та 26 979 доларів для жінок. За межею бідності перебувало 13,7 % осіб, у тому числі 19,5 % дітей у віці до 18 років та 0,0 % осіб у віці 65 років та старших.
Цивільне працевлаштоване населення становило 1972 особи. Основні галузі зайнятості: публічна адміністрація — 29,1 %, освіта, охорона здоров'я та соціальна допомога — 21,4 %, роздрібна торгівля — 20,9 %.